# Idlib
Idlib, Idleb ou Edleb (en arabe : إدلب), surnommée Idlib al-Izz (« Idlib la fière ») par l'opposition syrienne, est une ville du nord-ouest de Syrie, capitale du gouvernorat du même nom. La majeure partie des habitants d'Idleb travaille dans l'agriculture ou dans la ville voisine d'Alep. Les terres se trouvant dans les environs d'Idlib sont très fertiles, produisant du coton, des céréales, des olives, des figues, du raisin, des tomates et du sésame. Elle est située à une altitude de près de 500 mètres au-dessus du niveau de la mer.
La région d'Idlib est une région importante sur le plan historique et compte un certain nombre de cités antiques dont celle d'Ebla (Tall Mardikh), autrefois capitale d'un grand royaume.
Pendant la guerre civile syrienne, Idlib est prise par les rebelles en 2012 avant d'être reprise par le régime la même année, puis prise à nouveau par les rebelles en 2015. En 2017, ces derniers y instaurent une administration civile concurrente du gouvernement syrien (en), appelée gouvernement de salut. En 2024, après la chute du régime, les membres du gouvernement de salut intègrent tous le nouveau gouvernement de transition syrien. 

## Histoire

### Occupations anciennes
Les tablettes d'Ebla (2350 av. J.-C.) mentionnent la ville de 𒁺𒄷𒆷𒇥𒌝 (du-ḫu-la-bu6-um "Duhulabum") qui est très probablement située à Idlib comme suggéré par Michael Astor et Douglas Frayne ; une similitude existe entre les sons des noms anciens et modernes. Dans les tablettes, Duhulabuum est situé à 22 km au sud de "Unqi" ce qui pourrait correspondre au village moderne de Kaukanya ; un village situé à 22 km au nord-est d'Idlib. Thoutmosis III a également mentionné la ville, nommée Ytḥb.

### Antiquité

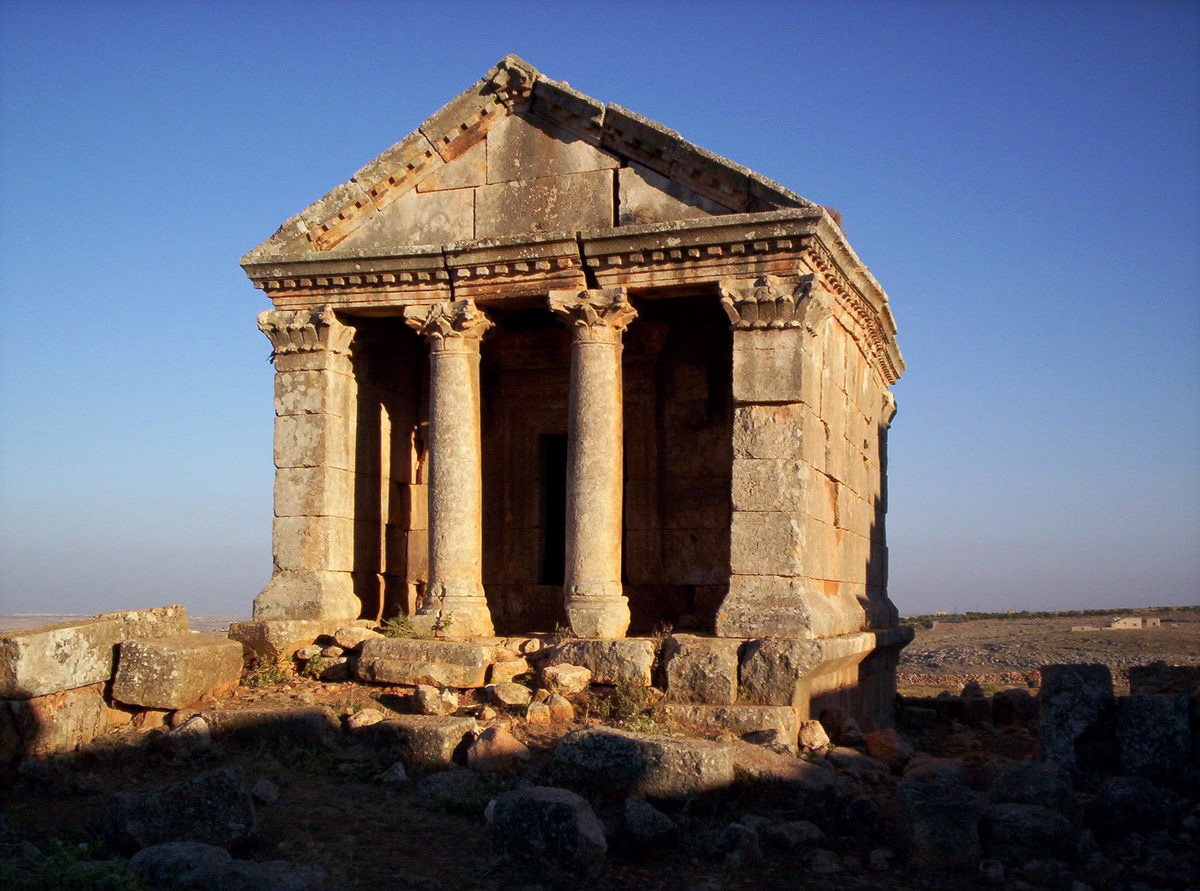
Temple de l'époque de Empire byzantin dans la ville morte (village antique de Ruweiha près d'Idlib

Idlib, avec le reste de la Syrie, a été conquise par le roi arménien Tigrane II d'Arménie et incorporée dans l'Empire arménien, puis elle a été conquise par le général romain Pompée vers 64 av. La ville appartenait à la province de Syrie sous l'Empire romain, et plus tard à la province romaine orientale de Syria Secunda. Il ne reste pas grand-chose de l'époque romaine et byzantine dans la ville, à l'exception de son musée. Au nord de la ville se trouvent les villages antiques ou villes mortes, une collection d'importants sites archéologiques de l'époque byzantine.

### Conquête arabe
La ville a été conquise par les Arabes vers le milieu du VIIe siècle.

### Époque ottomane
Au début de la domination ottomane en Syrie, à partir de 1516, Idlib était un petit timar (fief). Le village d'Idlib a été fondé par Fazıl Ahmed Pacha, le fils du grand vizir Mehmet Köprülü (règne 1656–1661) qui l'a nommé gouverneur du Pachalik de Damas. Au cours des années suivantes, elle s'est développée en tant que ville avec des marchés, des bains publics et des caravansérails, dont Khan Abi Ali et Khan al-Ruz .
À partir du règne de Mehmet Köprülü, Idlib est devenu un centre de production d'olives qui a cédé la place par la suite à une industrie prospère du savon à base d'olive. Si les principaux marchés du savon d'Idlib se trouvaient à Alep, Antioche et Hama, le produit était exporté jusqu'à la capitale ottomane d'Istanbul. Idlib était également un important producteur de tissus de coton. Le voyageur occidental Josias Leslie Porter a noté qu'Idlib était "entourée d'oliveraies, rares dans cette région sombre" et a fait remarquer que ses oliveraies étaient plus grandes que celles de Damas, Beyrouth ou Gaza. Au milieu du XIXe siècle, la ville comptait environ 8 000 habitants, dont 500 chrétiens.

### Guerre en Syrie depuis 2011
Lors de la guerre civile syrienne, la ville d'Idlib est le théâtre de nombreux combats. En mars 2012, les rebelles y sont battus par les forces du régime lors d'une première bataille. Idlib est cependant prise en mars 2015 par la coalition rebelle islamiste « Jaich al-Fatah » (« L'Armée de la conquête »), rassemblant principalement le Front al-Nosra, Ahrar al-Cham et Faylaq al-Cham, et par des factions de l'Armée syrienne libre,. Jusqu'au 4 décembre 2024, la ville est régulièrement bombardée par l’aviation du gouvernement syrien et de son allié russe,,,.
Idlib et sa région sont ensuite le théâtre de combats ponctuels entre groupes rebelles. Le 23 juillet 2017, les forces d'Ahrar al-Cham abandonnent Idlib après des combats dans les localités environnantes et la ville passe entièrement sous le contrôle des djihadistes de Hayat Tahrir al-Cham,,.
En septembre 2018, la Russie et la Turquie se mettent d'accord sur une zone démilitarisée à Idlib que leurs présidents veulent mettre en place aux pourtours de la dernière zone de désescalade à ne pas avoir été reprise par le gouvernement syrien.
Dans une situation déjà très précaire, la population de la ville est très durement touchée par les séismes du 6 février 2023. Malgré la guerre civile syrienne, les secours sont coordonnés en lien avec le gouvernement de la Turquie voisine, elle aussi affectée. En revanche, l'aide internationale peine à se déployer en Syrie.
Après l'attaque de drones contre l'académie militaire de Homs, l'armée syrienne et la Russie multiplient les bombardements sur cette ville rebelle faisant plusieurs morts dont une grande partie d'enfants.

## Démographie
Lors du recensement de 2004 par le Bureau central des statistiques de Syrie, Idlib avait une population de 98 791 et en 2010, la population était d'environ 165 000.
Dans cette ville vit une communauté d’environ 2 000 chrétiens.

## Quartiers
Idlib est divisé en six quartiers principaux : Ashrafiyah (le plus peuplé), Hittin, Hejaz, Downtown, Hurriyah et al-Qusour.

## Climat
La classification climatique de Köppen classe son climat comme méditerranéen d'été chaud. Les étés sont chauds et sans pluie, tandis que les hivers sont pluvieux et frais.
| Mois                                | jan. | fév. | mars | avril | mai  | juin | jui. | août | sep. | oct. | nov. | déc. | année |
| ----------------------------------- | ---- | ---- | ---- | ----- | ---- | ---- | ---- | ---- | ---- | ---- | ---- | ---- | ----- |
| Température minimale moyenne (°C)   | 2,5  | 3,6  | 6,4  | 9,9   | 13,9 | 17,7 | 20,5 | 21,1 | 18,5 | 14,7 | 8,4  | 4,1  | 11,8  |
| Température moyenne (°C)            | 6,5  | 8,2  | 11,7 | 15,9  | 20,4 | 24,5 | 27   | 27,1 | 24,3 | 20   | 13,1 | 8    | 17,3  |
| Température maximale moyenne (°C)   | 11,2 | 13,4 | 17,4 | 22,1  | 27,1 | 31,7 | 34   | 34,2 | 31,2 | 26,2 | 18,7 | 12,8 | 23,4  |
| Précipitations (mm)                 | 63   | 55   | 43   | 27    | 19   | 4    | 0    | 0    | 5    | 21   | 35   | 62   | 473   |
| Nombre de jours avec précipitations | 8    | 7    | 6    | 4     | 3    | 1    | 0    | 0    | 1    | 3    | 4    | 7    | 44    |

La température record jamais enregistrée était de 44 ° C (111 ° F) le 16 juin 2012.

## Économie

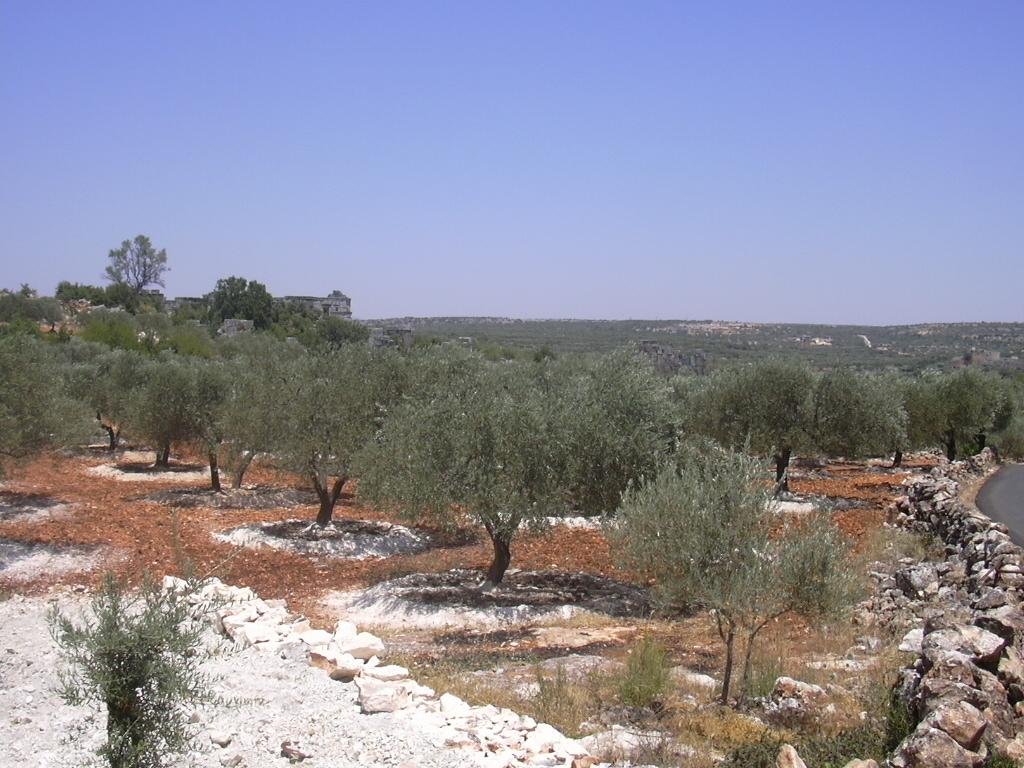
Vergers d'oliviers à la périphérie de la ville. Idlib est un important centre de production d'olives.

Idlib est un important centre de production d'olives, de coton, de blé et de fruits, en particulier de cerises. Les autres principales cultures sont les amandes, les graines de sésame, les figues, les raisins et les tomates. En 1995, environ 300 hectares étaient plantés de diverses cultures d'agrumes. Le pressage de l'huile d'olive et les textiles font partie des industries locales de la ville. La ville voisine d'Alep a une présence économique importante à Idlib.
Idlib est un centre agricole majeur de la Syrie, la région d'Idlib est également historiquement importante, contenant de nombreuses "villes mortes".
En raison de la baisse rapide de la valeur de la livre syrienne, la livre turque s'est généralisée à Idlib et a été adoptée comme monnaie légale dans la ville le 15 juin 2020.

## Musée
Le musée régional d'Idlib dans la ville contient plus de 17 000 tablettes d'Ebla et constitue la principale attraction touristique d'Idlib, à l'exclusion du site antique voisin d'Ebla lui-même. Dans le cadre de l'accord de coopération technique et financière entre les gouvernements italien et syrien, le musée devait faire l'objet d'un projet de restauration et de rénovation à partir de 2010.

## Sport
Omayya SC (en), fondé en 1972, est l'équipe de football la plus populaire de la ville. Le club a joué dans la Premier League syrienne pour la saison 2011-2012. Le stade municipal d'Idlib (en) est le principal site de football de la ville. D'après Libération, le fils d'Omar Omsen, le principal recruteur de djihadistes français en Syrie, « évolue dans le club de foot de la ville » en 2024.

## Galerie

Idlib en 1983, (Henk van Rinsum, Nationaal Museum van Wereldculturen)
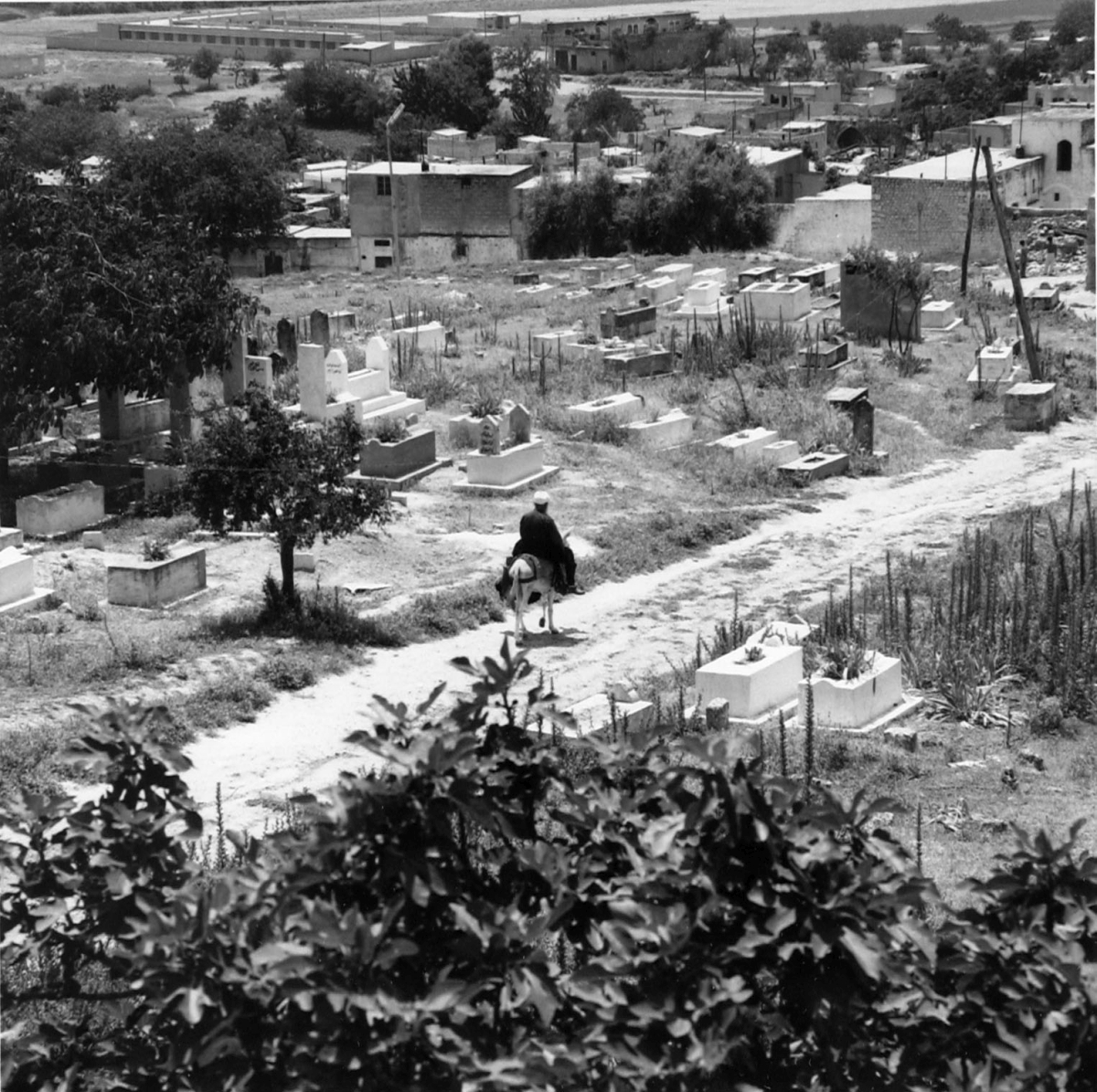
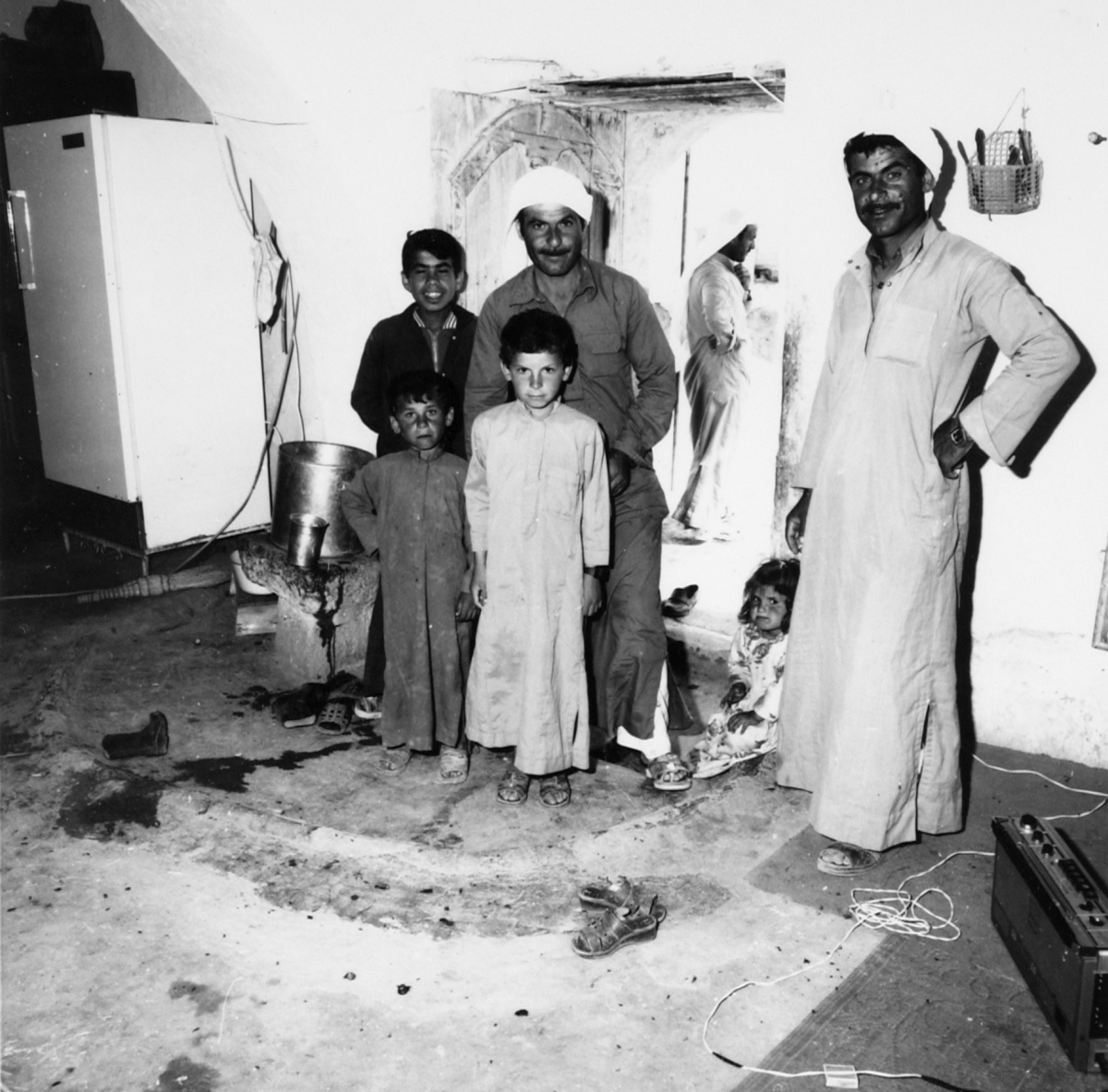
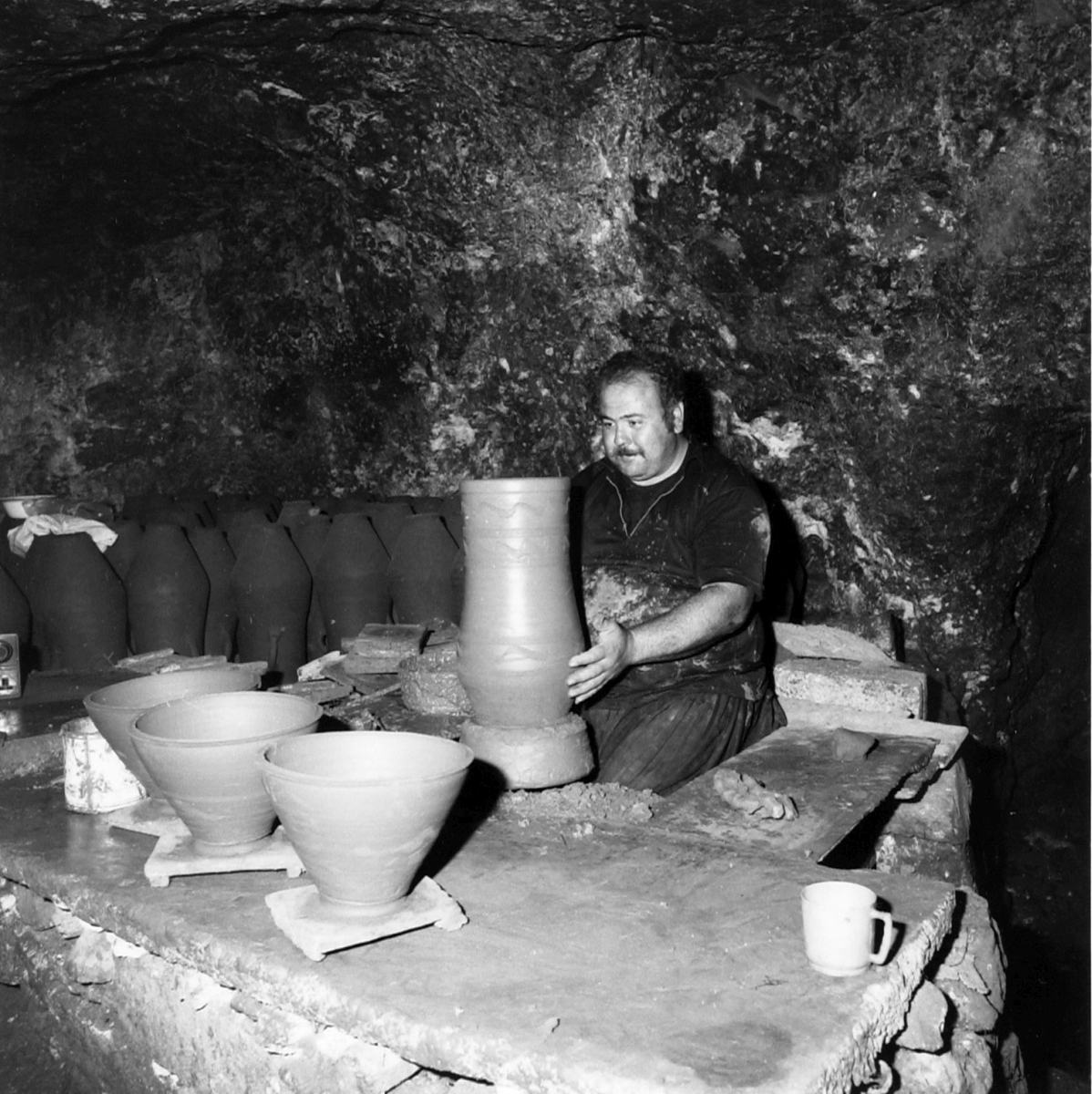
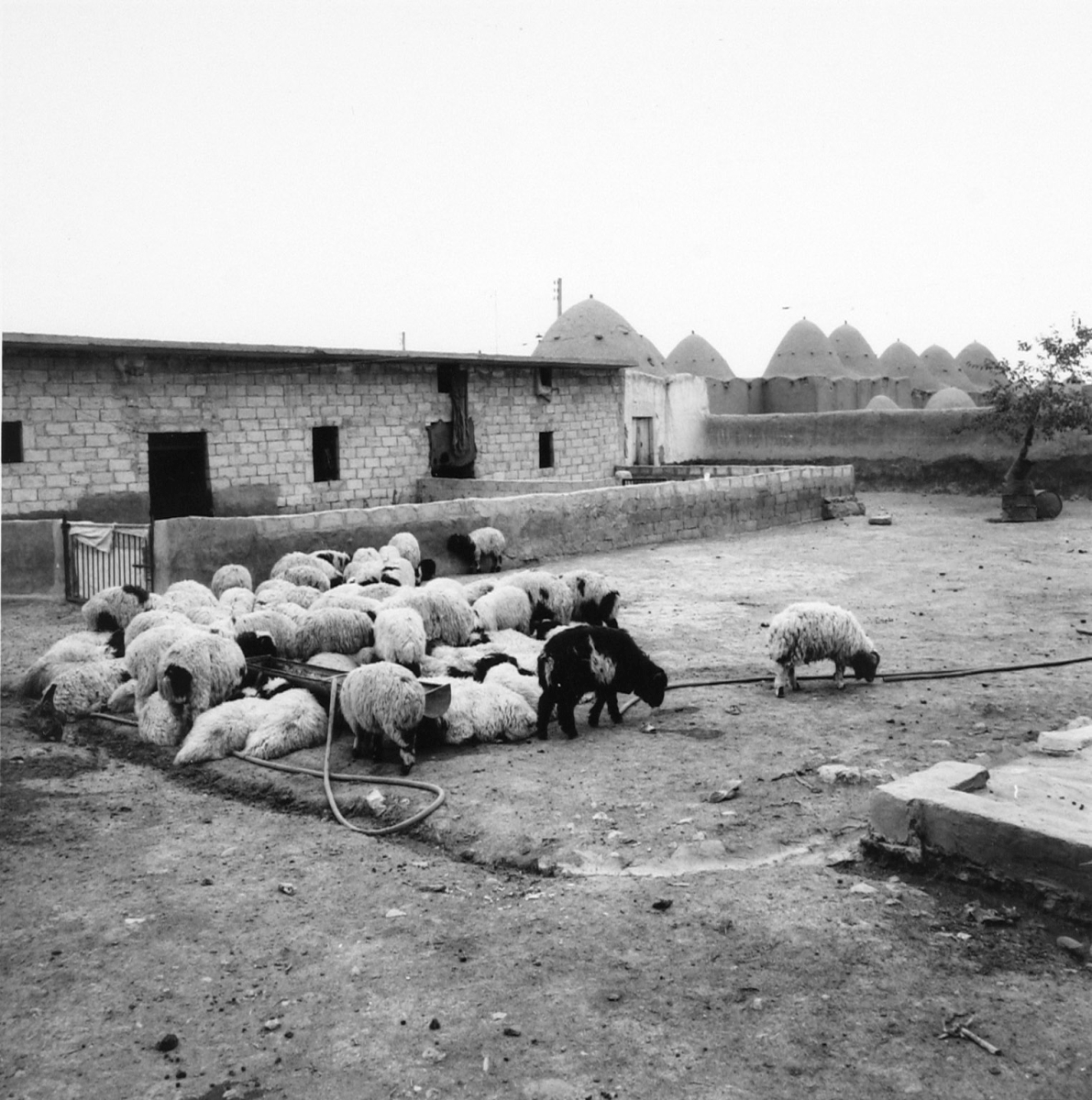
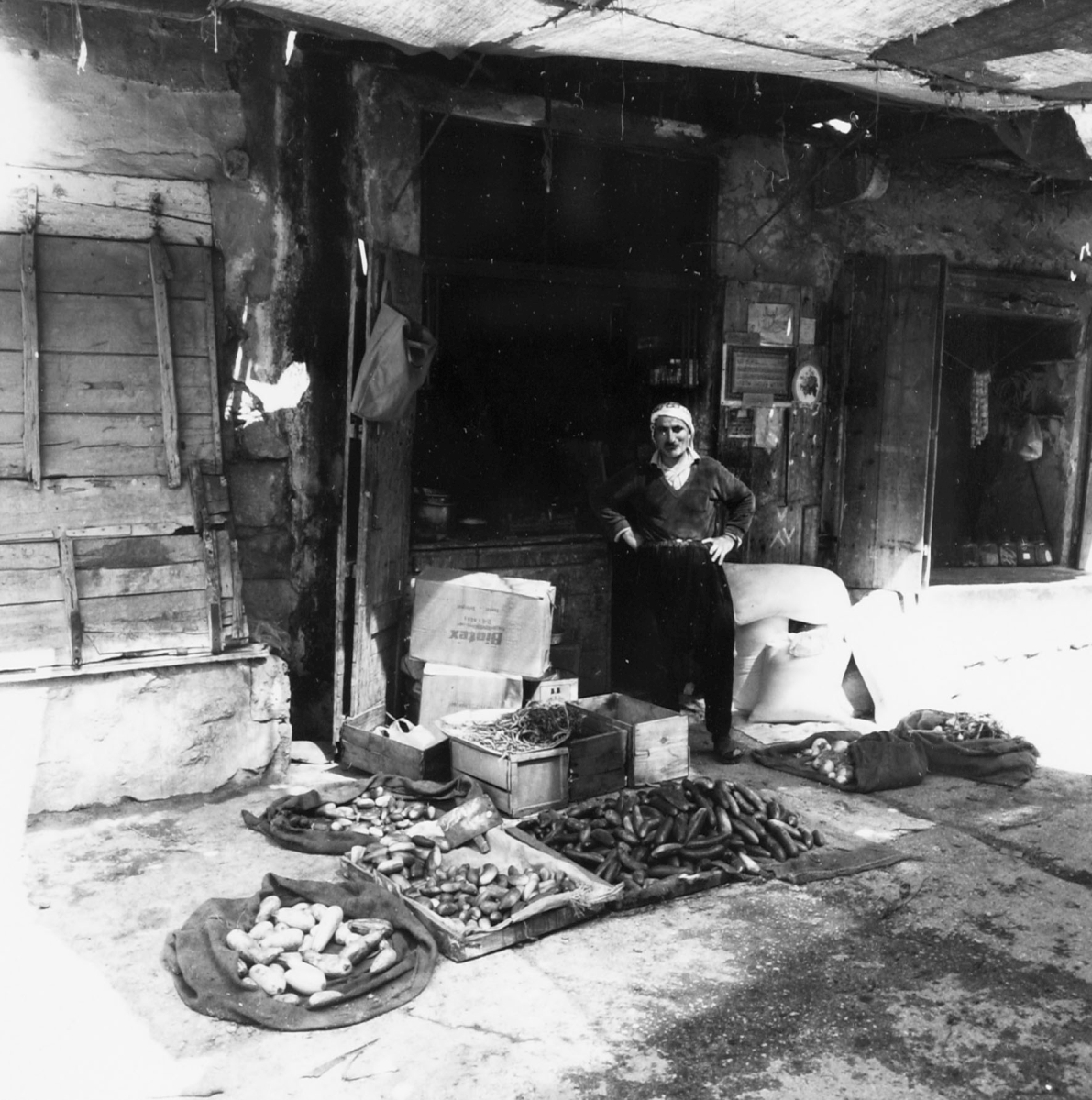
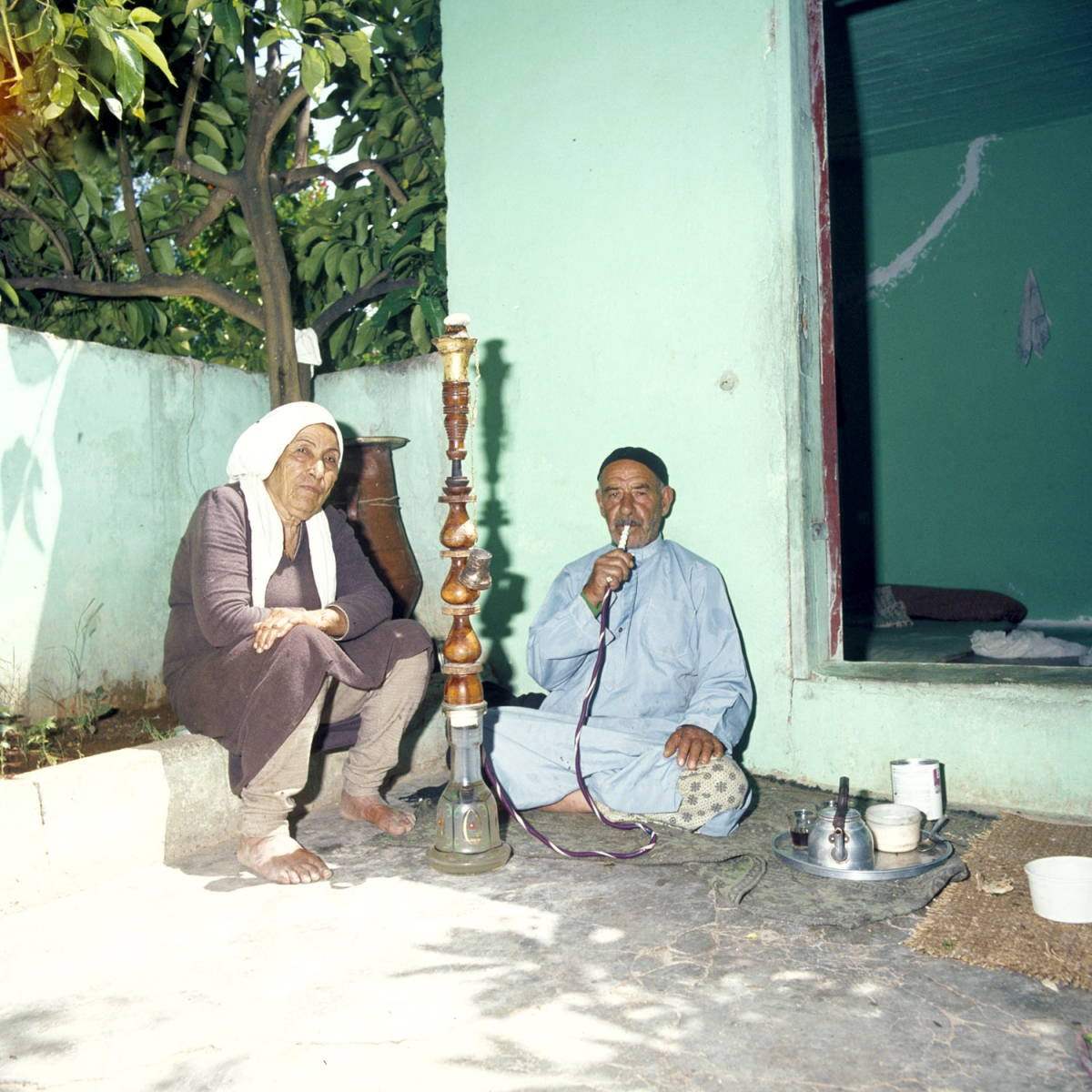
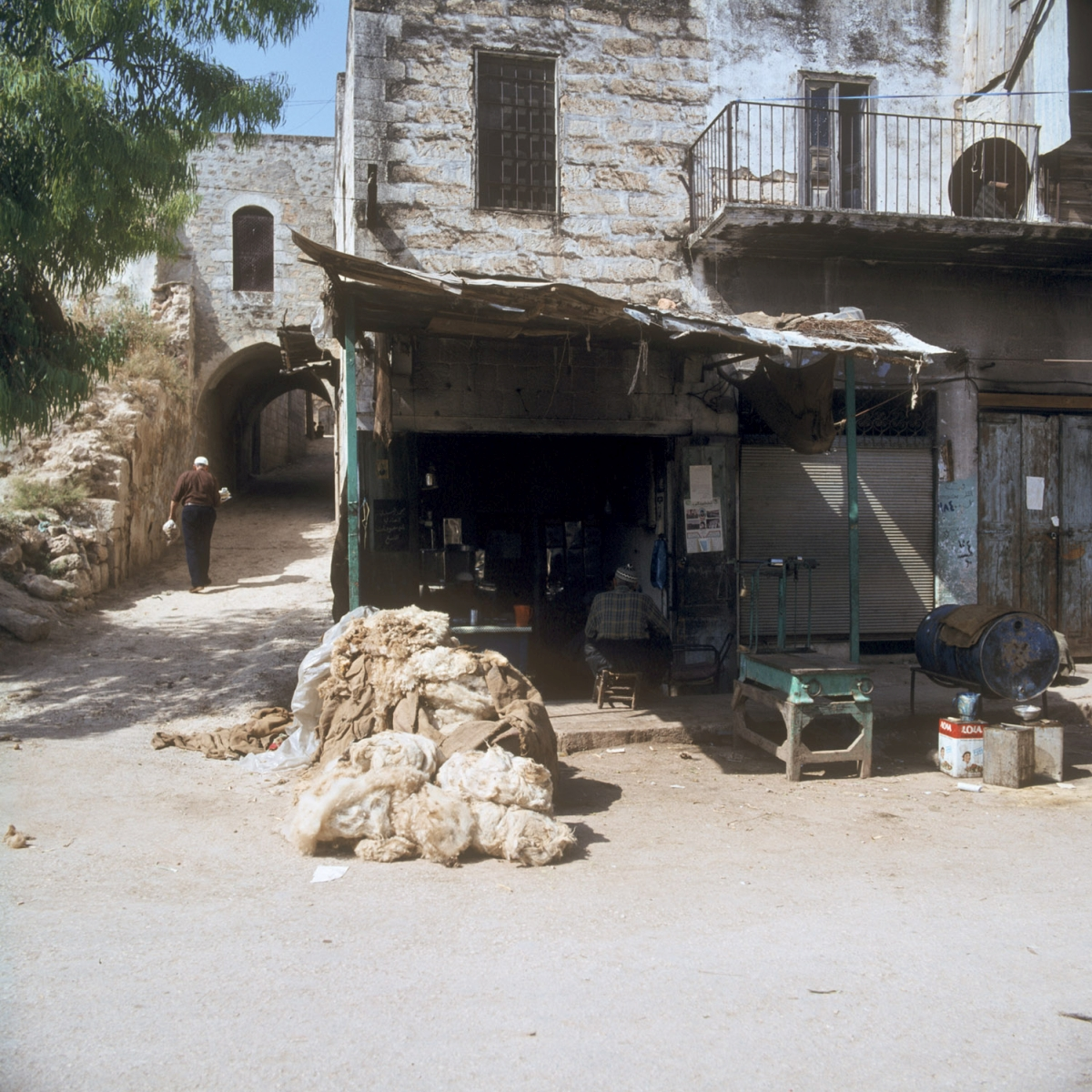